# Hebecephalus caecus
Hebecephalus caecus är en insektsart som beskrevs av Beamer 1936. Hebecephalus caecus ingår i släktet Hebecephalus och familjen dvärgstritar. Inga underarter finns listade i Catalogue of Life.